# VDL Bus & Coach
VDL Bus & Coach BV è un'azienda olandese produttrice di autobus e pullman, controllata da VDL Groep.
La produzione dell'azienda è concentrata presso gli stabilimenti di Valkenswaard e Roeselare.

## Storia
Nel 1989 l'azienda olandese DAF Trucks diede vita insieme a Bova alla United Bus, che acquisì negli anni successivi i costruttori Optare e Den Oudsten oltre che il 70% di DAB. L'azienda, i cui conti furono fortemente dissestati dalla recessione degli anni '90, finì in bancarotta nel 1993. Alcune società facenti capo a United Bus sopravvissero alla bancarotta e nel 1993 il VDL Groep acquistò la divisione bus di DAF, ribattezzandola VDL Bus International nel 2003.

## Produzione

### Autobus
- Citea
- Futura
- MidCity
- MidEuro

### Telai
- SB180
- SB200
- SB230
- SBR230
- DB300
- TB2175
- TBR2175
- SB4000
- SBR4000